# 黄権 (野球)
黄 権（こう けん、ファン・チュアン、Huang Quan　1983年5月14日-）は中華人民共和国出身の元プロ野球選手。
ポジションは投手。左投左打。江蘇ヒュージホースでプレーしていた。左腕投手で130キロ前後の速球を武器としていた。